# Günal
Günal ist ein türkischer männlicher und weiblicher Vorname, der häufiger als Familienname vorkommt.

## Namensträger

### Familienname
- Hasan Peker Günal (* 1948), türkischer Heeresoffizier
- Mehmet Günal (* 1964), türkischer Akademiker und Wissenschaftler
- Mehmet Nazif Günal (* 1948), türkischer Unternehmer und Ingenieur
- Neşet Günal (1923–2002), türkischer Maler
- Tülay Günal (* 1970), türkischer Schauspieler

## Weiteres
- Günal-Seber-Başaran-Syndrom